# Franco Giraldi
Pour les articles homonymes, voir Giraldi.
Franco Giraldi est un journaliste, scénariste et réalisateur italien, né le 11 juillet 1931 à Comeno (aujourd'hui Komen en Slovénie) et mort le 2 décembre 2020 à Trieste. Il a réalisé des westerns sous le pseudonyme de Frank Garfield ou Frank Prestand.

## Biographie
Franco Giraldi est critique de cinéma dans le journal L'Unità puis devient assistant réalisateur de Sergio Leone, Gillo Pontecorvo, Sergio Corbucci. Il réalise son premier western spaghetti Sept Écossais du Texas (Sette pistole per i MacGregor) en 1966.

## Filmographie

### Cinéma
- 1966 : Sept Écossais du Texas (Sette pistole per i MacGregor)
- 1966 : Sugar Colt
- 1967 : Sept Écossais explosent (Sette donne per i MacGregor)
- 1968 : Une minute pour prier, une seconde pour mourir
- 1968 : La bambolona
- 1970 : Cœurs solitaires (Cuori solitari)
- 1971 : Super témoin (La supertestimone)
- 1972 : Les ordres sont les ordres (Gli ordini sono ordini)
- 1973 : La Rose rouge (La rosa rossa)
- 1980 : Colpita da improvviso benessere (it)
- 1996 : La frontiera (it)
- 2000 : Voci
- 2001 : Un altro mondo è possibile (documentaire collectif sur les émeutes anti-G8 de Gênes de 2001)
- 2002 : La primavera del 2002
- 2003 : Firenze, il nostro domani (it) (documentaire)

### Télévision
- 1975 : Il lungo viaggio série télévisée
- 1977 : Un anno di scuola série télévisée
- 1979 : Le Maestro (it) (La giacca verde) téléfilm
- 1981 : Ivanov, pièce télévisée d'après la pièce de Tchekhov
- 1982 : Accade a Weimar téléfilm
- 1983 : Le Corsaire (mini-série télévisée, 3 épisodes)
- 1984 : Mio figlio non sa leggere téléfilm
- 1986 : La fronde inutile téléfilm
- 1987 : Nul ne revient sur ses pas série télévisée
- 1989 : Isabella la ladra série télévisée
- 1989 : La burgiarda série télévisée
- 1989 : Quattro storie di donne série télévisée
- 1991 : Una vita in gioco téléfilm
- 1997 : L'avvocato porta' série télévisée
- 1999 : Pepe Carvalho série télévisée